# Vladimir Vranješ
Vladimir Vranješ (Banja Luka, 14 de diciembre de 1988) es un jugador de balonmano bosnio que juega de pívot en el HSG Wetzlar. Es internacional con la selección de balonmano de Bosnia y Herzegovina.
Su primer gran campeonato con la selección fue el Campeonato Mundial de Balonmano Masculino de 2015.

## Palmarés

### Borac Banja Luka
- Copa de Bosnia y Herzegovina de balonmano (2): 2007, 2011

### Pick Szeged
- Copa EHF (1): 2014

### Meshkov Brest
- Liga de Bielorrusia de balonmano (2): 2021, 2022
- Copa de Bielorrusia de balonmano (1): 2021

## Clubes
| Club                | País                 | Año         |
| ------------------- | -------------------- | ----------- |
| RK Borac Banja Luka | Bosnia y Herzegovina | 2004 - 2012 |
| Ademar León         | España               | 2012 - 2013 |
| SC Pick Szeged      | Hungría              | 2013 - 2015 |
| Tatabánya KC        | Hungría              | 2016 - 2020 |
| Meshkov Brest       | Bielorrusia          | 2020 - 2022 |
| SL Benfica          | Portugal             | 2022 - 2023 |
| HSG Wetzlar         | Alemania             | 2023 - Act. |